# أورخان باموق
أورخان باموق (بالتركية: Ferit Orhan Pamuk)‏، كاتب وروائي تركي، وهو أول روائي باللغة التركية يفوز بجائزة نوبل للأداب عام 2006، ولد في إسطنبول في 7 يونيو سنة 1952، وهو ينتمي لأسرة تركية مثقفة. درس العمارة والصحافة قبل أن يتجه إلى الأدب والكتابة، كما يعد من الكتاب البارزين والمعاصرين في تركيا، وترجمت أعماله إلى 34 لغة حتى الآن، ويقرأه الناس في أكثر من 100 دولة. في فبراير 2003 صرح باموق لمجلة سويسرية بأن «مليون أرمني و30 ألف كردي قتلوا على هذه الأرض، لكن لا أحد غيري يجرؤ على قول ذلك».
تمت ملاحقته قضائيا أمام القضاء التركي بسبب "إهانة الهوية التركية"، والشخصية شبه المقدسة عند الأتراك وهي شخصية (مصطفى كمال أتاتورك)، وهما جريمتان يعاقب عليهما القانون بحسب الفقرة 301، وقد أعفي من الملاحقة القضائية في نهاية سنة 2006. وإلى جانب تصريحاته حول الإبادة الجماعية ومذابح الأرمن والأكراد، كان باموق أول كاتب في العالم الإسلامي يدين الفتوى الإيرانية التي تبيح دم الكاتب سلمان رشدي بسبب كتاباته، التي اعتبرها البعض مسيئة للإسلام. حصل على جائزة الإندبندنت لأدب الخيال الأجنبي للعام 1990 كما حصل على جائزة نوبل للآداب سنة 2006م.
في شهر فبراير 2007 وبعد مقتل أحد الصحفيين الأتراك من أصل أرمني لكتاباته التي تندد بمذابح الأرمن، تلقى أورخان باموق تهديدات بالقتل، وأخبرته السلطات الأمنية أن هذة التهديدات جدية، فقام بسحب ما يقارب المليون دولار وسافر هاربًا إلى الولايات المتحدة الأمريكية. اختير كعضو في لجنة تحكيم مهرجان كان السينمائي لسنة 2007.

## بداية حياته
ولد أورخان باموق في مدينة إسطنبول عام 1952، اهتم منذ صغره بالرسم وشجعته العائلة عليه، ثم اقترحوا عليه أن يكون مهندسا كونه ينحدر من عائلة عملت في الهندسة، لكن بعد ثلاث سنوات من دراسة الهندسة قرر التوقف والتسجيل في كلية الصحافة حتى تخرج منها، وعمل في الصحافة منذ أن كان عمره 23 سنة.
يقول باموق عن نفسه:«تلك السنوات التي قضيتها مابين السابعة والثانية والعشرين، أتطلع كي أكون رساما، هيأتني نحو حياة عزلة الروائي. منذ سن الخمسة عشر تجلى لدي بوضوح أني سأقضي حياتي داخل غرفة كي أبدع شيئا ما..».
أورخان باموق هو التركي الأول والوحيد الحاصل على جائزة نوبل في الأدب، لا يؤمن بوجود إله، بل يعتبر نفسه مسلم الثقافة وحسب.

## أعماله
- جودت بك وأبناؤه (رواية) صدرت سنة 1982 م
- المنزل الهادئ (رواية) صدرت سنة 1991 م
- القلعة البيضاء صدرت سنة 1995م
- الكتاب الأسود (رواية) صدرت سنة 1997 م
- ورد في دمشق (رواية) صدرت سنة 2000 م
- الحياة الجديدة (رواية) صدرت سنة 2001 م
- اسمي أحمر (رواية) صدرت سنة 2003 م
- ثلج (رواية) صدرت سنة 2004 م
- وله كتاب واحد عن حياته «إسطنبول (رواية)» صدر سنة 2003 م
- متحف البراءة صدرت بالتركية سنة 2008 وباللغة الإنجليزية سنة 2009.
- غرابة في عقلي (رواية)

## روابط خارجية
- أورخان باموق على موقع IMDb (الإنجليزية)
- أورخان باموق على موقع الموسوعة البريطانية (الإنجليزية)
- أورخان باموق على موقع مونزينجر (الألمانية)
- أورخان باموق على موقع ميوزك برينز (الإنجليزية)
- أورخان باموق على موقع إن إن دي بي (الإنجليزية)
- أورخان باموق على موقع ديسكوغز (الإنجليزية)
- أورخان باموق على موقع قاعدة بيانات الفيلم (الإنجليزية)
- أورخان باموق على موقع كينوبويسك (الروسية)